# Цистерцити
Цистерцити су римокатолички монашки ред. Основао га је 1098. године Роберт из Молема. Најзначајнији члан цистерцитског реда био је свети Бернард од Клервоа. 

## Историја
Цистерцити или Бели монаси (због одеће од небојене вуне) истакли су веома другачије тумачење Бенедиктових правила од клинијевског. Свој рад започели су 1098. године када је Роберт из Молема, чији је покушај да натера монахе да прихвате строг начин монашког живота пропао, основао манастир Сито. У манастир је 1112. године примљен млади бенедиктинац Бернард од Клервоа (1090-1153). Сваки цистерцитски ред имао је сопственог опата за разлику од клинијеваца који су имали једног опата. Цистерцити су вратили једногодишњи период искушења, одбацили су бенедиктанску праксу примања деце у ред и одредили доњу границу на 15 (касније на 18) година. Враћен је бенедиктански обичај свакодневних молитви и физичког рада. Ценили су и усамљеност монаха и тако су насељавали унутрашњост Европе пуст у 12. веку. Ови пустињаци узимали су световну браћу која су им помагала у обављању тежих световних послова (conversi). Цистерцити су се облачили у грубе вунене одеће и градили су цркве без скулптура, украса, слика и витража, користећи једноставан камен. Цистерцитски ред био је подељен на пет великих манастирских породица, потомака првих пет најранијих кућа. Сваки манастир који је оснивао колонију био је „родитељ“ новооснованог манастира. Опат родитељске куће сваке године посећивао је своје манастире надгледајући духовно и финансијско стање. Сваког септембра опати су се скупљали у Ситоу где су одлучивали о политици реда и важнијим пословима. Строг начин живота довео је до умањења прекомерних трошкова те је цистерцитски ред био веома богат крајем 12. и почетком 13. века. 
Цистерцити су врхунац доживели у време делатности Бернара од Клервоа. Он је оснивач манастира у Клервоу и тридесетак година је био водећи опат цистерцитског реда. Био је познати проповедник, полемичар и писац. Критиковао је Клини због одступања од бенедиктанског начина живота. Посебно је значајна његова расправа са Петром Пречасним, опатом Клинија. Одбијао је да прихвати више положаје те је целог живота био опат Клинија. Када је 1153. године умро био је најпознатији човек Цркве на западу. 